# Alexis Jolly
Pour les articles homonymes, voir Jolly.
Alexis Jolly, né le 22 décembre 1990 à Besançon (Doubs), est un homme politique français.
Membre du Rassemblement national (RN), il est conseiller municipal d'Échirolles et conseiller communautaire de Grenoble-Alpes Métropole de 2014 à 2022, ainsi que conseiller régional d'Auvergne-Rhône-Alpes depuis 2015.
Il est député de la sixième circonscription de l'Isère depuis 2022.

## Biographie
Alexis Jolly est élu conseiller municipal à Échirolles et conseiller communautaire de la communauté d'agglomération, puis métropole Grenoble-Alpes Métropole aux élections municipales et communautaires de 2014. Aux élections municipales et communautaires de 2020, il est réélu conseiller municipal et communautaire .
Il est élu conseiller régional de la région Auvergne-Rhône-Alpes en 2015. Il est réélu conseiller régional en 2021.
Le 12 juin 2022, il arrive en tête de l'élection législative au sein de la sixième circonscription de l'Isère, avec 29,98 % des voix. Une semaine plus tard, il bat au second tour la députée sortante, Cendra Motin (REN), avec 50,92 % des voix. À l'Assemblée nationale, il rejoint le groupe RN. Il démissionne deux mois plus tard de ses fonctions de conseiller municipal et conseiller métropolitain pour être en conformité avec les dispositions légales sur le cumul des mandats.
Alexis Jolly est candidat aux élections sénatoriales de 2023 dans l'Isère à la cinquième place de la liste Rassemblement national.
Il est réélu député lors des élections législatives de 2024, à la suite de la dissolution de l'Assemblée nationale décidée par Emmanuel Macron, avec un score de 47,55 % des voix au premier tour et 62,16 % des voix au second tour face à la candidate LFI, Yaqine Di Spigno.